# Leon (album)
Leon è il secondo album in studio del rapper italiano Leon Faun, pubblicato il 22 marzo 2024 dall'etichetta Island.

## Descrizione
Uscito a pochi anni di distanza da C'era una volta, a differenza di quest'ultimo, il rapper abbandona le allegorie al mondo fantasy, dedicando i temi del disco ad emozioni più umane. 
Il disco viene annunciato dai singoli Profezia, Anima e Funerale mio.

## Tracce
Testi di Leon de la Vallée, musiche di Alessio Marullo, eccetto dove indicato.
1. Profezia – 2:19 (musica: Duffy, False)
2. Funerale mio – 2:11 (musica: Duffy, False)
3. Eterno – 2:31 (musica: Duffy, Sick Luke)
4. Pe na vita – 2:33
5. Ragazzo normale – 3:12 (testo: Leon de la Vallée, Alessio Marullo – musica: Duffy, False)
6. Invincibili – 2:34
7. Meteorite – 2:02 (musica: False)
8. Fuga da Genova – 1:59 (musica: False)
9. Vibes nel Fight – 2:07
10. Anima – 2:07 (musica: Duffy, False)
11. Arte e libertà – 2:33 (musica: Duffy, False)
12. In down – 3:07 (musica: False, Eiemgei)
13. Non dubitar di me – 2:10